# Yaqui Núñez del Risco
Yaqui Núñez del Risco (* 4. Mai 1939 in Santiago de los Caballeros; † 8. September 2014 in Santo Domingo) war ein dominikanischer Journalist, Fernsehmoderator und -produzent.

## Leben
Núñez wuchs in San Francisco de Macorís auf und studierte Jura an der Universidad Autónoma de Santo Domingo. Er besuchte dann Kurse für Öffentlichkeitsarbeit und Journalismus am Instituto de Formación Demócrata Cristiana (lFEDEC) in Caracas und bei der Konrad-Adenauer-Stiftung in Deutschland. Nach seiner Rückkehr nach Santiago wurde er Professor für Öffentlichkeitsarbeit an der Pontificia Universidad Católica Madre y Maestra.

### Karriere
Schon im Alter von fünfzehn Jahren arbeitete er in San Francisco de Macorís als Sportjournalist für die Zeitung La Nación und als Redakteur für den Unterhaltungsteil der Zeitung El Sol sowie als Sprecher für den Radiosender der Stadt. Nach seinem Studium startete er mit dem Musiker Rafael Solano bei Radio Televisión Dominicana das Fernsehprogramm Letra y Música und später das Programm Nosotros a las ocho („Wir um acht“) mit Freddy Beras-Goico, mit dem er auch die El Show del Mediodía („Show am Mittag“) übernahm.
Núñez produzierte neben Fernsehprogrammen wie Otra vez con Yaqui („Wieder mit Yaqui“), De noche („In der Nacht“), Diario vivir („Täglich Live“), El tiempo pasa („Die Zeit vergeht“), Comida y comidilla („Essen und Reden“), Global y local, Chiqui show, La alegría del país („Die Freude des Landes“), La vida es una feria („Das Leben ist ein Fest“), En hora buena con Yaqui („Zu Guter Stunde mit Yaqui“), Buen provecho („Guten Appetit“) und zuletzt 2004 En resumidas cuentas („Kurz Gesagt“) auch die Radioprogramme Aquí Yaqui und Salud, Dinero y Amor („Gesundheit, Geld und Liebe“).
Viele seiner Programme entstanden in seiner eigenen Produktionsfirma Popularte S.A. Darüber hinaus war er Geschäftsführer der Produktionsfirma Televisa und Direktor von Radio Nacional in Santiago de Caballeros. Als Kolumnist schrieb er für Zeitungen wie Hoy, El Nacional und Listín Diario. Für das Programm zur Armutsbekämpfung der Banco Interamericano de Desarrollo arbeitete er als kreativer Berater. Als Lyriker und Komponist wurde er mit Songs wie Compañera bekannt.
Núñez unterrichtete als Professor an der Universidad O&M und der Pontificia Universidad Católica Madre y Maestra.
Im Dezember 2008 beendete ein Schlaganfall, der ihn der Sprachfähigkeit beraubte, seine berufliche Laufbahn.

## Ehrungen
2010 wurde er von der Unión Nacional de Artistas y Afines de República Dominicana geehrt und im Folgejahr durch die dominikanische Regierung mit der Auszeichnung Gloria Nacional de la Comunicación. Die Universidad Autónoma de Santo Domingo ernannte ihn 2011 zum Honorarprofessor.